# Pilar del Castillo Vera
Pilar del Castillo Vera (ur. 31 lipca 1952 w Nadorze) – hiszpańska polityk i wykładowca akademicki, była minister oraz posłanka do Kortezów Generalnych, deputowana do Parlamentu Europejskiego VI, VII, VIII, IX i X kadencji.

## Życiorys
Ukończyła w 1974 studia na wydziale prawa Uniwersytetu Complutense w Madrycie. W ramach stypendium Programu Fulbrighta kształciła się na Ohio State University, gdzie uzyskała magisterium. W 1983 została doktorem, w 1986 mianowano ją profesorem prawa konstytucyjnego. W ramach pracy naukowej opublikowała kilkadziesiąt książek i artykułów poświęconych głównie partiom politycznym i kampaniom wyborczym, także w aspekcie finansowym. W latach 90. był też redaktorem czasopisma „Nueva Revista de Política” i przewodniczącą Centrum Badań Socjologicznych.
Od 2000 do 2004 sprawowała urząd ministra edukacji, kultury i sportu w rządzie José Aznara. W 2004 przez kilka miesięcy pełniła funkcję posłanki do Kongresu Deputowanych. W tym samym roku uzyskała mandat deputowanej do Parlamentu Europejskiego. W VI kadencji PE zasiadała w grupie EPP-ED i Komisji Przemysłu, Badań Naukowych i Energii. W wyborach europejskich w 2009, 2014, 2019 i 2024 z powodzeniem ubiegała się o reelekcję.